# Coppa del Mondo di freestyle 2015
La Coppa del Mondo di freestyle 2015 è iniziata il 5 dicembre 2014 a Copper Mountain, negli Stati Uniti, e si è conclusa il 15 marzo 2015 a Megève, in Francia. La Coppa del Mondo organizzata dalla FIS prevedeva 5 discipline: salti, gobbe, halfpipe, ski cross e slopestyle. Oltre alla Coppa del Mondo generale, sono state assegnate anche le Coppe del Mondo delle singole specialità.
Hanno conquistato la Coppa del Mondo generale il canadese Mikaël Kingsbury tra gli uomini e la statunitense Hannah Kearney tra le donne; entrambi erano i detentori uscenti della Coppa.

## Uomini

### Risultati
| Data             | Località        | Nazione     | Spec. | Primo                    | Secondo                | Terzo                 |
| ---------------- | --------------- | ----------- | ----- | ------------------------ | ---------------------- | --------------------- |
| 5 dicembre 2014  | Copper Mountain | Stati Uniti | HP    | David Wise               | Torin Yater-Wallace    | Benoît Valentin       |
| 6 dicembre 2014  | Nakiska         | Canada      | SX    | Thomas Zangerl           | Victor Öhling Norberg  | Armin Niederer        |
| 13 dicembre 2014 | Ruka            | Finlandia   | DM    | Philippe Marquis         | Shō Endō               | Anthony Benna         |
| 20 dicembre 2014 | Pechino         | Cina        | AE    | Qi Guangpu               | Pavel Krotov           | Il'ja Burov           |
| 21 dicembre 2014 | Pechino         | Cina        | AE    | Qi Guangpu               | Zhou Hang              | Mac Bohonnon          |
| 21 dicembre 2014 | San Candido     | Italia      | SX    | annullata                | annullata              | annullata             |
| 3 gennaio 2015   | Calgary         | Canada      | MO    | Mikaël Kingsbury         | Simon Pouliot-Cavanagh | Shō Endō              |
| 8 gennaio 2015   | Deer Valley     | Stati Uniti | AE    | Qi Guangpu               | Mac Bohonnon           | Oleksandr Abramenko   |
| 9 gennaio 2015   | Deer Valley     | Stati Uniti | MO    | Mikaël Kingsbury         | Matt Graham            | Patrick Deneen        |
| 10 gennaio 2015  | Deer Valley     | Stati Uniti | DM    | Mikaël Kingsbury         | Dylan Walczyk          | Marco Tadé            |
| 9 gennaio 2015   | Val Thorens     | Francia     | SX    | Andreas Schauer          | Jean-Frédéric Chapuis  | Johannes Rohrweck     |
| 10 gennaio 2015  | Val Thorens     | Francia     | SX    | Marc Bischofberger       | Jonathan Midol         | Brady Leman           |
| 29 gennaio 2015  | Lake Placid     | Stati Uniti | MO    | Mikaël Kingsbury         | Aleksandr Smyšljaev    | Marc-Antoine Gagnon   |
| 30 gennaio 2015  | Lake Placid     | Stati Uniti | AE    | Mac Bohonnon             | Zhou Hang              | Qi Guangpu            |
| 31 gennaio 2015  | Lake Placid     | Stati Uniti | AE    | Zhou Hang                | Qi Guangpu             | Il'ja Burov           |
| 6 febbraio 2015  | Arosa           | Svizzera    | SX    | Victor Öhling Norberg    | Sergej Ridzik          | Bastien Midol         |
| 7 febbraio 2015  | Arosa           | Svizzera    | SX    | Victor Öhling Norberg    | Sergej Ridzik          | Daniel Bohnacker      |
| 7 febbraio 2015  | Val Saint-Côme  | Canada      | MO    | Mikaël Kingsbury         | Matt Graham            | Aleksandr Smyšljaev   |
| 14 febbraio 2015 | Åre             | Svezia      | SX    | Victor Öhling Norberg    | Jean-Frédéric Chapuis  | Michael Forslund      |
| 15 febbraio 2015 | Åre             | Svezia      | SX    | Jean-Frédéric Chapuis    | Alex Fiva              | Paul Eckert           |
| 21 febbraio 2015 | Tegernsee       | Germania    | SX    | Jean-Frédéric Chapuis    | Daniel Bohnacker       | Victor Öhling Norberg |
| 22 febbraio 2015 | Tegernsee       | Germania    | SX    | Jean-Frédéric Chapuis    | Filip Flisar           | Viktor Andersson      |
| 21 febbraio 2015 | Mosca           | Russia      | AE    | Mac Bohonnon             | Il'ja Burov            | Maksim Huscik         |
| 27 febbraio 2015 | Park City       | Stati Uniti | SS    | Joss Christensen         | McRae Williams         | Gus Kenworthy         |
| 28 febbraio 2015 | Park City       | Stati Uniti | HP    | Gus Kenworthy            | Kevin Rolland          | David Wise            |
| 28 febbraio 2015 | Tazawako        | Giappone    | MO    | Mikaël Kingsbury         | Jeremy Cota            | Aleksandr Smyšljaev   |
| 1º marzo 2015    | Tazawako        | Giappone    | DM    | Mikaël Kingsbury         | Philippe Marquis       | Matt Graham           |
| 1º marzo 2015    | Minsk           | Bielorussia | AE    | Oleksandr Abramenko      | Mac Bohonnon           | Dzjanis Vosipŭ        |
| 12 marzo 2015    | Tignes          | Francia     | HP    | Mike Riddle              | David Wise             | Alex Ferreira         |
| 14 marzo 2015    | Silvaplana      | Svizzera    | SS    | Felix Stridsberg-Usterud | Andri Ragettli         | Luca Schuler          |
| 13 marzo 2015    | Megève          | Francia     | SX    | Sylvain Miaillier        | Bastien Midol          | Jean-Frédéric Chapuis |
| 14 marzo 2015    | Megève          | Francia     | SX    | Jean-Frédéric Chapuis    | Brady Leman            | Paul Eckert           |
| 15 marzo 2015    | Megève          | Francia     | DM    | Anthony Benna            | Rowley Thomas          | Aleksandr Smyšljaev   |

Legenda: 

AE = Salti 

HP = Halfpipe 

MO = Gobbe 

DM = Gobbe in parallelo 

SS = Slopestyle 

SX = Skicross

### Classifiche

#### Generale
| Pos. | Nome                  | Nazione     | Punti |
| ---- | --------------------- | ----------- | ----- |
| 1    | Mikaël Kingsbury      | Canada      | 84,56 |
| 2    | Mac Bohonnon          | Stati Uniti | 70,14 |
| 3    | Jean-Frédéric Chapuis | Francia     | 67,91 |
| 4    | Qi Guangpu            | Cina        | 62,86 |
| 5    | Victor Öhling Norberg | Svezia      | 50,27 |
| 6    | David Wise            | Stati Uniti | 48,00 |
| 7    | Aleksandr Smyšljaev   | Russia      | 47,78 |
| 8    | Philippe Marquis      | Canada      | 47,33 |
| 9    | Gus Kenworthy         | Stati Uniti | 47,20 |
| 10   | Zhou Hang             | Cina        | 46,14 |

#### Salti
| Pos. | Nome         | Nazione     | Punti |
| ---- | ------------ | ----------- | ----- |
| 1    | Mac Bohonnon | Stati Uniti | 491   |
| 2    | Qi Guangpu   | Cina        | 440   |
| 3    | Zhou Hang    | Cina        | 323   |
| 4    | Il'ja Burov  | Russia      | 322   |
| 5    | Pavel Krotov | Russia      | 252   |

#### Gobbe
| Pos. | Nome                | Nazione   | Punti |
| ---- | ------------------- | --------- | ----- |
| 1    | Mikaël Kingsbury    | Canada    | 761   |
| 2    | Aleksandr Smyšljaev | Russia    | 430   |
| 3    | Philippe Marquis    | Canada    | 426   |
| 4    | Anthony Benna       | Francia   | 347   |
| 5    | Matt Graham         | Australia | 347   |

#### Skicross
| Pos. | Nome                  | Nazione  | Punti |
| ---- | --------------------- | -------- | ----- |
| 1    | Jean-Frédéric Chapuis | Francia  | 747   |
| 2    | Victor Öhling Norberg | Svezia   | 553   |
| 3    | Bastien Midol         | Francia  | 375   |
| 4    | Paul Eckert           | Germania | 365   |
| 5    | Sylvain Miaillier     | Francia  | 347   |

#### Halfpipe
| Pos. | Nome            | Nazione     | Punti |
| ---- | --------------- | ----------- | ----- |
| 1    | David Wise      | Stati Uniti | 240   |
| 2    | Gus Kenworthy   | Stati Uniti | 176   |
| 3    | Kevin Rolland   | Francia     | 175   |
| 4    | Benoît Valentin | Francia     | 150   |
| 5    | Alex Ferreira   | Stati Uniti | 139   |

#### Slopestyle
| Pos. | Nome                     | Nazione     | Punti |
| ---- | ------------------------ | ----------- | ----- |
| 1    | Felix Stridsberg-Usterud | Norvegia    | 129   |
| 2    | Joss Christensen         | Stati Uniti | 106   |
| 3    | Andri Ragettli           | Svizzera    | 86    |
| 4    | McRae Williams           | Stati Uniti | 80    |
| 5    | Luca Schuler             | Svizzera    | 71    |

## Donne

### Risultati
| Data             | Località        | Nazione     | Spec. | Primo                      | Secondo                 | Terzo                      |
| ---------------- | --------------- | ----------- | ----- | -------------------------- | ----------------------- | -------------------------- |
| 5 dicembre 2014  | Copper Mountain | Stati Uniti | HP    | Janina Kuzma               | Devin Logan             | Ayana Onozuka              |
| 6 dicembre 2014  | Nakiska         | Canada      | SX    | Marielle Thompson          | Georgia Simmerling      | Fanny Smith                |
| 13 dicembre 2014 | Ruka            | Finlandia   | DM    | Yulïya Galışeva            | Chloé Dufour-Lapointe   | Hannah Kearney             |
| 20 dicembre 2014 | Pechino         | Cina        | AE    | Xu Mengtao                 | Danielle Scott          | Kiley McKinnon             |
| 21 dicembre 2014 | Pechino         | Cina        | AE    | Xu Mengtao                 | Kiley McKinnon          | Kong Fanyu                 |
| 21 dicembre 2014 | San Candido     | Italia      | SX    | annullata                  | annullata               | annullata                  |
| 3 gennaio 2015   | Calgary         | Canada      | MO    | Hannah Kearney             | Chloé Dufour-Lapointe   | Justine Dufour-Lapointe    |
| 8 gennaio 2015   | Deer Valley     | Stati Uniti | AE    | Ashley Caldwell            | Kiley McKinnon          | Shen Xiaoxue               |
| 9 gennaio 2015   | Deer Valley     | Stati Uniti | MO    | K.C. Oakley                | Justine Dufour-Lapointe | Chloé Dufour-Lapointe      |
| 10 gennaio 2015  | Deer Valley     | Stati Uniti | DM    | Justine Dufour-Lapointe    | Hannah Kearney          | Britteny Cox               |
| 9 gennaio 2015   | Val Thorens     | Francia     | SX    | Marielle Thompson          | Georgia Simmerling      | Alizée Baron               |
| 10 gennaio 2015  | Val Thorens     | Francia     | SX    | Marielle Thompson          | Anna Holmlund           | Ophélie David              |
| 29 gennaio 2015  | Lake Placid     | Stati Uniti | MO    | Justine Dufour-Lapointe    | Hannah Kearney          | Andi Naude                 |
| 30 gennaio 2015  | Lake Placid     | Stati Uniti | AE    | Aljaksandra Ramanoŭskaja   | Veronika Korsunova      | Melissa Corbo              |
| 31 gennaio 2015  | Lake Placid     | Stati Uniti | AE    | Renee McElduff             | Veronika Korsunova      | Hanna Huskova              |
| 6 febbraio 2015  | Arosa           | Svizzera    | SX    | Fanny Smith                | Anna Holmlund           | Ophélie David              |
| 7 febbraio 2015  | Arosa           | Svizzera    | SX    | Fanny Smith                | Anna Holmlund           | Sof'ja Smirnova            |
| 7 febbraio 2015  | Val Saint-Côme  | Canada      | MO    | Hannah Kearney             | Chloé Dufour-Lapointe   | Audrey Robichaud           |
| 14 febbraio 2015 | Åre             | Svezia      | SX    | Alizée Baron               | Katrin Ofner            | Andrea Limbacher           |
| 15 febbraio 2015 | Åre             | Svezia      | SX    | Anna Holmlund              | Andrea Zemanová         | Andrea Limbacher           |
| 21 febbraio 2015 | Tegernsee       | Germania    | SX    | Fanny Smith                | Alizée Baron            | Anna Holmlund              |
| 22 febbraio 2015 | Tegernsee       | Germania    | SX    | Anna Holmlund              | Andrea Limbacher        | Ophélie David              |
| 21 febbraio 2015 | Mosca           | Russia      | AE    | Danielle Scott             | Ashley Caldwell         | Kiley McKinnon             |
| 27 febbraio 2015 | Park City       | Stati Uniti | SS    | Emma Dahlström             | Devin Logan             | Tiril Sjåstad Christiansen |
| 28 febbraio 2015 | Park City       | Stati Uniti | HP    | Ayana Onozuka              | Sabrina Cakmakli        | Janina Kuzma               |
| 28 febbraio 2015 | Tazawako        | Giappone    | MO    | Hannah Kearney             | Junko Hoshino           | Audrey Robichaud           |
| 1º marzo 2015    | Tazawako        | Giappone    | DM    | Morgan Schild              | Satsuki Ito             | Hannah Kearney             |
| 1º marzo 2015    | Minsk           | Bielorussia | AE    | Ashley Caldwell            | Kiley McKinnon          | Veronika Korsunova         |
| 12 marzo 2015    | Tignes          | Francia     | HP    | Cassie Sharpe              | Ayana Onozuka           | Brita Sigourney            |
| 14 marzo 2015    | Silvaplana      | Svizzera    | SS    | Tiril Sjåstad Christiansen | Emma Dahlström          | Johanne Killi              |
| 13 marzo 2015    | Megève          | Francia     | SX    | Anna Holmlund              | Katrin Ofner            | Marte Høie Gjefsen         |
| 14 marzo 2015    | Megève          | Francia     | SX    | Anna Holmlund              | Andrea Limbacher        | Ophélie David              |
| 15 marzo 2015    | Megève          | Francia     | DM    | Hannah Kearney             | Chloé Dufour-Lapointe   | Justine Dufour-Lapointe    |

Legenda: 

AE = Salti 

HP = Halfpipe 

MO = Gobbe 

DM = Gobbe in parallelo 

SS = Slopestyle 

SX = Skicross

### Classifiche

#### Generale
| Pos. | Nome                    | Nazione     | Punti |
| ---- | ----------------------- | ----------- | ----- |
| 1    | Hannah Kearney          | Stati Uniti | 76,22 |
| 2    | Anna Holmlund           | Svezia      | 74,09 |
| 3    | Kiley McKinnon          | Stati Uniti | 58,14 |
| 4    | Justine Dufour-Lapointe | Canada      | 55,67 |
| 5    | Chloé Dufour-Lapointe   | Canada      | 54,78 |
| 6    | Devin Logan             | Stati Uniti | 53,40 |
| 7    | Alizée Baron            | Francia     | 52,09 |
| 8    | Fanny Smith             | Svizzera    | 49,00 |
| 9    | Ayana Onozuka           | Giappone    | 48,00 |
| 10   | Ophélie David           | Francia     | 48,00 |

#### Salti
| Pos. | Nome               | Nazione     | Punti |
| ---- | ------------------ | ----------- | ----- |
| 1    | Kiley McKinnon     | Stati Uniti | 407   |
| 2    | Ashley Caldwell    | Stati Uniti | 324   |
| 3    | Danielle Scott     | Australia   | 296   |
| 4    | Veronika Korsunova | Russia      | 277   |
| 5    | Anna Hus'kova      | Bielorussia | 256   |

#### Gobbe
| Pos. | Nome                    | Nazione     | Punti |
| ---- | ----------------------- | ----------- | ----- |
| 1    | Hannah Kearney          | Stati Uniti | 686   |
| 2    | Justine Dufour-Lapointe | Canada      | 501   |
| 3    | Chloé Dufour-Lapointe   | Canada      | 493   |
| 4    | Audrey Robichaud        | Canada      | 366   |
| 5    | Andi Naude              | Canada      | 327   |

#### Skicross
| Pos. | Nome          | Nazione  | Punti |
| ---- | ------------- | -------- | ----- |
| 1    | Anna Holmlund | Svezia   | 815   |
| 2    | Alizée Baron  | Francia  | 573   |
| 3    | Fanny Smith   | Svizzera | 539   |
| 4    | Ophélie David | Francia  | 528   |
| 5    | Katrin Ofner  | Austria  | 418   |

#### Halfpipe
| Pos. | Nome             | Nazione       | Punti |
| ---- | ---------------- | ------------- | ----- |
| 1    | Ayana Onozuka    | Giappone      | 240   |
| 2    | Janina Kuzma     | Nuova Zelanda | 200   |
| 3    | Devin Logan      | Stati Uniti   | 175   |
| 4    | Cassie Sharpe    | Canada        | 145   |
| 5    | Sabrina Cakmakli | Germania      | 116   |

#### Slopestyle
| Pos. | Nome                       | Nazione     | Punti |
| ---- | -------------------------- | ----------- | ----- |
| 1    | Emma Dahlström             | Svezia      | 180   |
| 2    | Tiril Sjåstad Christiansen | Norvegia    | 160   |
| 3    | Johanne Killi              | Norvegia    | 100   |
| 4    | Giulia Tanno               | Svizzera    | 95    |
| 5    | Devin Logan                | Stati Uniti | 92    |

## Coppa delle Nazioni
| Pos. | Nazione     | Punti |
| ---- | ----------- | ----- |
| 1    | Canada      | 4983  |
| 2    | Stati Uniti | 4929  |
| 3    | Francia     | 3787  |
| 4    | Russia      | 2708  |
| 5    | Svizzera    | 2468  |